# Quercus percoriacea
Quercus percoriacea — вид рослин з родини букових (Fagaceae), ендемік Сараваку (Малайзія).

## Опис
Це дерево до 30 метрів заввишки; стовбур до 50 см в діаметрі. Кора гладка, сіра. Гілочки сірі, голі, з сочевичками. Листки товсті, овальні або еліптичні, 10–18 × 4–8 см; основа округла; верхівка довго загострена; край цілий, плоский, хвилястий у нижній половині, зубчастий на верхівковій половині; верх голий і блискучий; низ сірувато-зелений від воскової шерсті та дрібних зірчастих волосків; ніжка гола, злегка жолобчата зверху, 20–35 мм. Чоловічі сережки завдовжки 5–6 см, багатоквіткові. Жіночі суцвіття 1 см з 2–4 квітками. Жолуді від яйцюватих до кулястих, у діаметрі 2 см; чашечка досить плоска, охоплює 1/6–1/5 горіха, з 6–8 зубчастими або ні кільцями; дозрівають у червні — липні.

## Середовище проживання
Ендемік Сараваку (Малайзія); росте в первинному лісі на висотах від 1200 до 1300 метрів.

## Використання й загрози
Точне використання невідоме, але вид може бути вразливим до місцевого збору дров. Тропічні ліси Борнео сильно піддаються втратам і перетворенню земель для насаджень промислової олійної пальми (Elaeis guineenis), акації та каучукових дерев (Hersea brasiliensis).